# Hermelijnbladroller
De hermelijnbladroller (Notocelia cynosbatella) is een vlinder uit de familie bladrollers (Tortricidae). De wetenschappelijke naam werd gepubliceerd in 1758 door Carl Linnaeus in de tiende editie van Systema naturae.
De soort komt voor in Europa.